# 川上友里
川上 友里（かわかみ ゆり、1980年7月3日 - ）は、日本の女優。身長169cm。鳥取県出身。舞プロモーション所属、劇団はえぎわ、ほりぶん所属。旧芸名は小百合油利。舞台を中心に活動し、喜劇・コメディ作品への出演が多い。

## 人物
1999年〜2005年まで関西で舞台女優として活動。2007年に上京後、オーディションを経てはえぎわに入団。その後のはえぎわ全作品に出演している。2014年より劇作家の鎌田順也や女優の墨井鯨子らと演劇ユニットほりぶんを立ち上げ、現在までコンスタントに作品発表を行っている。

## 主な出演作品

### 舞台
- はえぎわ「ガラパコスパコス」（2010年）
- はえぎわ「〇〇トアル風景」（2011年）
- SPAC「病は気から」（2012年）
- ミクニヤナイハラプロジェクト「桜の園」（2014年）
- ほりぶん「とらわれた夏」（2015年）
- 東京芸術劇場「気づかいルーシー」（2015年）
- モダンスイマーズ「嗚呼いま、だから愛」（2016年）
- 国産第１号「安心」（2017年）
- ナカゴー「紙風船文様」（2017年）
- 大人計画「ニンゲン御破算」（2018年）
- ハイバイ「夫婦」（2018年）
- PARCOプロデュース「命売ります」（2018年）
- 東葛スポーツ「ほしゅのリゾート」（2019年）
- 劇団アンパサンド「歩かなくても棒に当たる」（2024年）[1][2]
- ハイバイ「て」（2024年 - 2025年）[3]
- メトロンズ「No Sing, No End!」（2025年公演予定）[4]

### 映画
「クソ野郎と美しき世界 EPISODE.02 慎吾ちゃんと歌喰いの巻」（2018）

### テレビ
- 松本人志のコントMHK（2010年、NHK総合）
- コールドケース 〜真実の扉〜（2016年、WOWOW）
- おかしな刑事（テレビ朝日）
  - 第14作（2016年10月22日）- 吉岡加代子 役
  - 第18作（2018年10月21日）- 久保佳未 役
- おかしな弁護士 第2作（2018年1月14日、テレビ朝日）- 久保佳未 役
- 宮本から君へ 第2・第3話（2018年、テレビ東京）- ミポタン 役
- ハケン占い師アタル（2019年、テレビ朝日） - カフェのイケメンに告白した女性 役
- 特捜9 season2 第5話（2019年5月8日、テレビ朝日） - 坂井モナミ 役
- この恋あたためますか 第2話（2020年10月27日、TBS） - 山口舞 役
- 岸辺露伴は動かない 第3話（2020年12月30日、NHK総合） - 看護師 役
- 最愛 第4話・第8話（2021年11月5日・12月3日、TBS） - 折原里美 役
- 真犯人フラグ 第13話（2022年1月23日、日本テレビ） - 岡野和美 役
- それでも俺は、妻としたい 第2話・第9話（2025年1月19日・3月9日、テレビ大阪・BSテレ東） - ママ友 役

### CM
- プレイステーション３（2011年）
- セブンイレブン チルド弁当（2014年）
- 西松屋 Happy Maternity（2015年）

### WEB
ルミネ クリスマス限定ドラマ「MATCH girls」（2018年）